# Pseudographis
Pseudographis é um gênero de mariposa pertencente à família Crambidae.